# Ole Einar Bjørndalen
Ole Einar Bjørndalen (Modum, 27 januari 1974) is een Noors biatleet en langlaufer. Hij is de meest succesvolle biatleet en was sinds de Olympische Winterspelen 2014 de succesvolste winterolympiër ooit, tot zijn landgenote Marit Bjørgen hem in 2018 voorbijging.

## Biografie
Bjørndalen maakte in 1994 zijn debuut in het biatlon en behoorde meteen tot de wereldtop. In 1995 won hij al het wereldbekerklassement op de sprint en de jaren erna volgden nog vele wereldbekerzeges en wereldtitels. Hij verzamelde tot nog toe dertien olympische medailles, waarvan acht goud, vier zilver en een bronzen medaille. Verder won hij 36 medailles op wereldkampioenschappen, waarvan zestien goud, elf zilver en negen brons. Daarmee heeft hij bij alle mogelijke onderdelen bij de wereldkampioenschappen ten minste eenmaal gewonnen. Ook won hij tot nog toe 9s wereldbekerwedstrijden biatlon en een wereldbekerwedstrijd langlaufen. Met in totaal 95 wereldbekeroverwinningen is hij de Zweedse alpineskiër Ingemar Stenmark als succesvolste wintersporter ooit voorbijgestreefd. Ten slotte won Bjørndalen zesmaal de wereldbeker biatlon (prijs voor de beste biatleet van een seizoen). Ook daarmee is hij recordhouder, voor de Duitser Frank Ullrich en de Fransman Raphaël Poiree, die elk viermaal deze prijs wonnen.
Om alle mogelijke gouden medailles in de biatlonsport ten minste eenmaal te hebben gewonnen, moet Bjørndalen alleen nog een gouden medaille winnen op het onderdeel massastart bij de Olympische Spelen. Maar tijdens de wereldbekerwedstrijd biatlon in Ruhpolding eindigde Bjørndalen als 42ste, waarmee zijn zevende Winterspelen in Pyeongchang nu afhangen van een aanwijsplek.

## Tactiek
In het biatlon is Bjørndalen een van de snelste langlaufers en maakt hij juist op dat onderdeel vaak het verschil. Bjørndalens tactiek is meestal om zo hard mogelijk te skiën om zodoende een voorsprong op te bouwen. Hierdoor kan hij het zich veroorloven om af en toe te missen bij het schieten. In de statistieken voor het schieten is Bjørndalen een middenmoter, maar hij weet dit door zijn snelheid te compenseren. In 2005 verbeterde zijn schiettechniek en met name zijn schietsnelheid, waardoor zijn grootste rivaal Raphaël Poirée het nog lastiger kreeg. Vanaf 2006 bouwt Bjørndalen zijn race geleidelijker op, door in de eerste ronde wat in te houden en gedurende race zijn snelheid op te bouwen. Hierdoor kan hij de wedstrijd beter lezen en wil hij minder fouten maken bij het schieten. Bjørndalen was de persoonlijke sponsor van de jonge Noorse biatleet Emil Hegle Svendsen. Svendsen werd vanaf 2008 een van zijn grootste concurrenten en wordt beschouwd als zijn opvolger.

## Langlaufen
Alhoewel Bjørndalen vooral een biatleet is, doet hij ook regelmatig mee met wereldbekerwedstrijden langlaufen. Op 18 november 2006 won hij de 15 km langlaufen vrije stijl in het Zweedse Gällivare. Dit was zijn eerste en tot nog toe enige wereldbekerzege bij het langlaufen. Hij is de enige atleet die zowel bij het biatlon als bij het langlaufen wereldbekerwedstrijden won. In 2002 kreeg hij de Egebergs Ærespris, een Noorse prijs die wordt uitgereikt aan een sporter die in twee of meer verschillende sporten het topniveau haalt.

## Prestaties biatlon

### Olympische Winterspelen
Bij de Olympische Winterspelen van 1998 in Nagano won de destijds 24-jarige Bjørndalen zijn eerste olympische titel. Hij won goud op de sprint, maar op de estafette moest hij genoegen nemen met zilver. Op de twintig kilometer individueel kwam hij niet verder dan de zevende plaats. Vier jaar later was hij de absolute top. In Salt Lake City won Bjørndalen alle biatlon wedstrijden waar hij aan meedeed en greep in totaal viermaal goud op de sprint, de achtervolging, de 20 kilometer individueel en de estafette.
Op de Olympische Winterspelen van 2006 in Turijn wilde hij zijn prestatie van Salt Lake City overtreffen. Bjørndalen kon in Turijn vijf maal olympisch kampioen worden, door naast de onderdelen van Salt Lake City ook uit te komen op de vijftien kilometer massastart. Na de eerste afstand op de openingsdag werd echter al duidelijk dat hij zijn prestatie niet zou overtreffen. Op de 20 kilometer moest hij de Duitser Michael Greis voor laten gaan. Bjørndalen was wel goed genoeg om zilver te winnen. Ook in de achtervolging moest hij vrede nemen met de zilveren medaille, toen hij de eindsprint van de Fransman Vincent Defrasne, die in de laatste ronde zelfs nog viel, niet kon beantwoorden. Op de massastart lag hij lange tijd aan de leiding en leek hij toch nog een gouden medaille in de wacht te slepen. Hij faalde echter in de laatste schietronde en kwam niet verder dan brons.
Vier jaar later op de winterspelen van Vancouver behaalde Bjørndalen zijn vierde olympische zilveren medaille en zijn zesde gouden medaille. Nadat hij bij de sprint en de achtervolging niet in de prijzen was gevallen, moest hij wel een goed resultaat behalen in de individuele wedstrijd. Hij schoot twee keer fout, net een te veel om goud te halen en won het zilver. Emil Hegle Svendsen had maar één fout en won goud. Svendsen zei achteraf dat hij zijn grote voorbeeld zeer dankbaar was. Als slotloper op de 4 x 7,5 km estafette stelde hij voor Noorwegen het goud zeker door bij het staand schieten foutloos te blijven.
Op de Spelen van Sotsji in 2014 won Bjørndalen, op 40-jarige leeftijd, direct het eerste onderdeel, de 10 km spint. Het was zijn twaalfde olympische medaille en hij werd hiermee op dat moment, samen met zijn landgenoot Bjørn Dæhlie, recordhouder wat betreft het aantal olympische medailles (12) op de Winterspelen. Door het winnen van de gouden medaille op het onderdeel gemengde estafette te winnen, brak hij dat record en is nu alleen recordhouder met 13 medailles.
- Olympische Winterspelen 1998: 1x goud (sprint), 1x zilver (estafette)
- Olympische Winterspelen 2002: 4x goud (individueel, sprint, achtervolging, estafette)
- Olympische Winterspelen 2006: 2x zilver (individueel, achtervolging), 1x brons (massastart)
- Olympische Winterspelen 2010: 1x goud (estafette), 1x zilver (individueel)
- Olympische Winterspelen 2014: 2x goud (sprint, gemengde estafette)

| Jaar | Locatie        | Resultaten |
| ---- | -------------- | --- |
| 1994 | Lillehammer    | 28e 10 km sprint 36e 20 km individueel 7e 4x7,5 km estafette                                                                        |
| 1998 | Nagano         | 10 km sprint · 7e 20 km individueel · 4x7,5 km individueel                                                                          |
| 2002 | Salt Lake City | 10 km sprint · 12,5 km achtervolging · 20 km individueel · 4x7,5 km estafette                                                       |
| 2006 | Turijn         | 11e 10 km sprint · 12,5 km achtervolging · 20 km individueel · 15 km massastart · 5e 4x7,5 km estafette                             |
| 2010 | Vancouver      | 17e 10 km sprint · 7e 12,5 km achtervolging · 20 km individueel · 27e 15 km massastart · 4x7,5 km estafette                         |
| 2014 | Sotsji         | 10 km sprint · 4e 12,5 km achtervolging · 34e 20 km individueel · 22e 15 km massastart · 4e 4x7,5 km estafette · gemengde estafette |

### Wereldkampioenschappen
| Jaar | Locatie          | Resultaten                                                                                                 |
| ---- | ---------------- | --- |
| 1994 | Canmore          | 4e team*                                                                                                   |
| 1995 | Antholz          | 4e 10 km sprint 12e 20 km individueel 5e 4x7,5 km estafette                                                |
| 1996 | Ruhpolding       | 6e 10 km sprint 19e 20 km individueel 4e team* 4e 4x7,5 km estafette                                       |
| 1997 | Brezno-Osrblie   | 9e 10 km sprint · 12,5 km achtervolging · 6e 20 km individueel · 4e team* · 4x7,5 km estafette             |
| 1998 | Pokljuka         | 12,5 km estafette · team*                                                                                  |
| 1999 | Kontiolahti      | 19e 10 km sprint · 5e 12,5 km achtervolging · 4e 20 km individueel · 15 km massastart · 4x7,5 km estafette |
| 2000 | Oslo             | 5e 10 km sprint · 4e 12,5 km achtervolging · 20e 20 km individueel · 15 km massastart · 4x7,5 km estafette |
| 2001 | Pokljuka         | 19e 1 km sprint · 4e 12,5 km achtervolging · 10e 20 km individueel · 15 km massastart · 4x7,5 km estafette |
| 2002 | Oslo             | 7e 15 km massastart                                                                                        |
| 2003 | Chanty-Mansiejsk | 10 km sprint · 8e 12,5 km achtervolging · 30e 20 km individueel · 15 km massastart · 4e 4x7,5 km estafette |
| 2004 | Oberhof          | 10 km sprint · 12,5 km achtervolging · 20 km individueel · 7e 15 km massastart · 4x7,5 km estafette        |
| 2005 | Hochfilzen       | 10 km sprint · 12,5 km achtervolging · 6e 20 km individueel · 15 km massastart · 4x7,5 km estafette        |
| 2006 | Pokljuka         | gemengde estafette                                                                                         |

| Jaar | Locatie          | Resultaten |
| ---- | ---------------- | --- |
| 2007 | Antholz          | 10 km sprint · 12,5 km achtervolging · 32e 20 km individueel · 4e 15 km massastart · 4x7,5 km estafette                              |
| 2008 | Östersund        | 10 km sprint · 12,5 km achtervolging · 20 km individueel · 15 km massastart · 4x7,5 km estafette                                     |
| 2009 | Pyeongchang      | 10 km sprint · 12,5 km achtervolging · 20 km individueel · 4e 15 km massastart · 4x7,5 km estafette · 4e gemengde estafette          |
| 2010 | Chanty-Mansiejsk | gemengde estafette |
| 2011 | Chanty-Mansiejsk | 22e 10 km sprint · 24e 12,5 km achtervolging · 6e 20 km individueel · 6e 15 km massastart · 4x7,5 km estafette · gemengde estafette  |
| 2012 | Ruhpolding       | 20e 10 km sprint · 14e 12,5 km achtervolging · 47e 20 km individueel · 8e 15 km massastart · 4x7,5 km estafette · gemengde estafette |
| 2013 | Nové Město       | 4e 10 km sprint · 10e 12,5 km achtervolging · 25e 20 km individueel · 24e 15 km massastart · 4x7,5 km estafette                      |
| 2015 | Kontiolahti      | 19e 10 km sprint · 5e 12,5 km achtervolging · 6e 20 km individueel · 4e 15 km massastart · 4x7,5 km estafette                        |
| 2016 | Oslo             | 10 km sprint · 12,5 km achtervolging · 17e 20 km individueel · 15 km massastart · 4x7,5 km estafette                                 |
| 2017 | Hochfilzen       | 8e 10 km sprint · 12,5 km achtervolging · 47e 20 km individueel · 23e 15 km massastart · 8e 4x7,5 km estafette                       |

* Het onderdeel Team verdween na de wereldkampioenschappen 1998

### Wereldbeker
- 6x eindwinnaar van de wereldbeker biatlon (1997/98, 2002/03, 2004/05, 2005/06, 2007/08 en 2008/09)
- 5x tweede in de eindstand (1998/99, 1999/00, 2000/01, 2003/04, 2006/07)
- 94 overwinningen in wereldbekerwedstrijden biatlon (stand:  2 december 2015)
- 1 overwinning in een wereldbekerwedstrijd langlaufen

## Prestaties langlaufen

### Marathons
Overige marathonzeges
| Nr. | Datum         | Plaats         | Marathon     | Onderdeel                      |
| --- | ------------- | -------------- | ------------ | ------------------------------ |
| 1.  | 22 april 2006 | Finse–Ustaoset | Skarverennet | 37 km vrije stijl (massastart) |
| 2.  | 21 april 2007 | Finse–Ustaoset | Skarverennet | 37 km vrije stijl (massastart) |

## Persoonlijk leven
Bjørndalen heeft twee broers en twee zussen, zijn oudere broer Dag Bjørndalen is eveneens biatleet. Na jarenlang samenzijn trad Ole Einar Bjørndalen op 27 mei 2006 in het huwelijk met de biatlete Nathalie Santer. Deze heeft een dubbele nationaliteit: Italiaanse en Belgische. Door problemen met de selectie binnen het Italiaanse team kwam Nathalie in het seizoen 2006-2007 uit voor België. In 2012 gingen de twee uit elkaar.
In juli 2016 huwde hij met biatlete Darja Domratsjeva. Het stel kreeg in oktober 2016 een dochter.
Bjørndalen woont in Toblach in Zuid-Tirol. In zijn geboorteplaats Modum werd op 13 september 2008 een bijna drie meter hoog bronzen beeld van Bjørndalen onthuld, gemaakt door kunstenares Kirsten Kokkin.